# Pontuskonferenz
Die Pontuskonferenz war eine internationale Konferenz über den Status des Schwarzen Meeres (lateinisch Pontus Euxinus) im März 1871 in London, auf der die einseitige Kündigung der Klauseln zur Entmilitarisierung des Schwarzen Meeres, die Russland 1870 den Signatarstaaten des Friedens von Paris in einem Rundschreiben mitgeteilt hatte. In seiner Begründung berief sich Russland auf die Clausula rebus sic stantibus. Der Sieg Preußens über Frankreich hatte zudem eine neue Situation geschaffen.

## Hintergrund
Der Frieden von Paris (1856) hatte den Krimkrieg beendet und enthielt eine Pontus-Klausel zur Entmilitarisierung des Schwarzen Meers, die Russland erheblich einschränkten. Es durfte nur noch eine geringe Anzahl von kleineren Kriegsschiffen dort stationieren und keine Arsenale oder Befestigungen an den Küsten unterhalten, was besonders den Militärhafen von Sebastopol betraf. Diese Regelungen wurden von Russland als demütigend empfunden. 
Am 31. Oktober 1870 erklärte Russland während des Deutsch-Französischen Krieges (1870/71) einseitig die Aufhebung der Pontusklausel. Auf der Pontuskonferenz, die auf Drängen Großbritanniens einberufen wurde, unterstützte Otto von Bismarck die Position des Zarenreiches und sicherte sich so die russische Unterstützung in der deutschen Frage.
Die Pontuskonferenz hob am 13. März 1871 die Neutralität und Entmilitarisierung des Schwarzen Meeres auf, machte allerdings die Durchfahrt durch die Meerengen weiterhin von der Zustimmung des Osmanischen Reiches abhängig. Russland begann in der Folge mit dem Bau einer neuen Schwarzmeerflotte.

## Vertragliche Regelungen

### Der Pariser Vertrag
Art. I. 
Die Artikel XI, XIII und XIV des Pariser Vertrages vom 30. März 1856 sowie die zwischen Russland und der Erhabenen Pforte geschlossene besondere Konvention, die dem genannten Artikel XIV beigefügt ist, werden aufgehoben und durch den folgenden Artikel ersetzt.
Art. II. 
Der Grundsatz der Schließung der Meerengen der Dardanellen und des Bosporus, wie er durch die besondere Konvention vom 30. März 1856 aufgestellt worden ist, wird beibehalten, mit der Befugnis Seiner Kaiserlichen Majestät des Sultans, die genannten Meerengen in Friedenszeiten für die Kriegsschiffe befreundeter und verbündeter Mächte zu öffnen, falls die Erhabene Pforte es für notwendig erachten sollte, um die Ausführung der Bestimmungen des Vertrages von Paris vom 30. März 1856 zu sichern.

### Vertrag von Berlin (1878)
Er bestätigte die Regelungen des Vertrags von London: 

Art. LXIII. 
Der Vertrag von Paris vom 30. März 1856 sowie der Vertrag von London vom 13. März 1871 werden in allen ihren Bestimmungen aufrechterhalten, soweit sie nicht durch die vorstehende Bestimmung aufgehoben oder abgeändert sind.

## Völkerrechtliche Problematik
Der Historiker Matthew Smith Anderson beschrieb die Entmilitarisierung des Schwarzen Meeres als „extrem hart und beispiellos“. Erst die noch strengeren Beschränkungen, die Deutschland 1919 auferlegt wurden, zwangen einen Staat, sich einer so offensichtlichen und eklatanten Einschränkung seiner militärischen Handlungsfreiheit zu unterwerfen.
Die einseitige Aufhebung des Vertrags durch Russland wurde von Völkerrechtlern und Politikern als Bruch des Völkerrechts (Pacta sunt servanda) betrachtet, speziell des Artikels XIV des Pariser Vertrags. Russland berief sich auf die Clausula rebus sic stantibus.

## Britische Reaktion
Wie Werner E. Mosse darstellte, sah sich die britische Regierung unter Premierminister William Ewart Gladstone mit einer öffentlichen Erregung konfrontiert, die von Medien und politischen Gegnern geschürt wurde. Die britische Reaktion auf diesen Schritt offenbarte tiefgreifende Spannungen zwischen außenpolitischen Prinzipien, machtpolitischen Interessen und öffentlicher Meinung.
Die britische Presse und Teile der politischen Elite verurteilten Russlands Schritt als Vertragsbruch und forderten eine harte Haltung. Konservative Blätter wie der Standard (nahe Benjamin Disraeli) und die Morning Post (traditionell „palmerstonianisch“) brandmarkten die Kündigung als Angriff auf die „Heiligkeit internationaler Verträge“. Diese Empörung war jedoch selektiv: Der Pariser Vertrag selbst war ein Diktat der Siegermächte, das Russland nach seiner Niederlage im Krimkrieg auferlegt worden war. Selbst britische Politiker wie Lord Russell (Außenminister während des Krimkriegs) räumten ein, die Klauseln seien von Beginn an unrealistisch gewesen. Großbritannien hatte zuvor andere Verträge ignoriert, etwa beim Bruch des Wiener Kongresses (1815) zugunsten nationaler Bewegungen in Italien oder Deutschland. Die plötzliche Betonung der „Vertragstreue“ wirkte vor diesem Hintergrund wenig überzeugend.
Die Kriegsbereitschaft konservativer Kreise und Teile der Medien stützte sich auf emotionalisierte Appelle an die britische Ehre und Großmachtstellung: Benjamin Disraeli und seine Anhänger instrumentalisierten den Krimkrieg, um Gladstones Regierung als „schwach“ zu diffamieren. Sie beschworen das „Blutopfer“ britischer Soldaten, ignorierten aber, dass der Krimkrieg innenpolitisch höchst umstritten gewesen war und von Pazifisten wie John Bright als „sinnloser Krieg“ kritisiert wurde. Die Times und die Pall Mall Gazette stilisierten die Krise zur existenzbedrohenden Herausforderung, obwohl die Schwarzmeer-Klauseln primär die Interessen des Osmanischen Reichs betrafen. Die Rhetorik diente weniger der Verteidigung des Völkerrechts als der Schwächung Russlands und der Bewahrung britischer Einflusssphären.
Die britische Presse spielte eine zentrale Rolle bei der Eskalation: Blätter wie die Pall Mall Gazette forderten ein Ultimatum an Russland und Preußen, obwohl Großbritannien militärisch unvorbereitet war. Die Times hetzte mit russophoben Stereotypen („slawische Aggression“), während gemäßigte Stimmen wie die Daily News vor Kriegshysterie warnten. Die vermeintliche „Kriegsstimmung“ wurde von konservativen Medien hochstilisiert, um die Gladstone-Regierung unter Druck zu setzen. Königin Victoria intervenierte persönlich und mahnte zur Mäßigung, da sie die öffentliche Erregung als unverantwortlich ansah.

## Politische Lösung
Trotz des öffentlichen Drucks verfolgte Gladstone eine pragmatische Diplomatie: Er lehnte militärische Vorbereitungen ab und setzte auf Verhandlungen. Diese Haltung wurde von Pazifisten wie John Bright unterstützt, der warnte, ein Krieg würde „Blut und Schatz“ für „triviale Despotenquerelen“ opfern. Erst die Vermittlung Otto von Bismarcks, der eine internationale Konferenz initiierte, entschärfte die Krise. Die Londoner Konferenz (1871) hob die Schwarzmeer-Klauseln auf, bekräftigte aber gleichzeitig die „Unverletzlichkeit von Verträgen“ – ein Ergebnis, das die Heuchelei der Debatte entlarvte: Verträge galten nur, solange sie den Großmächten nützten.

## Urteil Bismarcks
Bismarck, der die Konferenz vorgeschlagen hatte, urteilte in seinen Erinnerungen, zunächst über die günstige Gelegenheit, das Wohlwollen Russlands zu erhalten:
"In Russland gewährten die persönlichen Gefühle Alexander's II., nicht nur die freundschaftlichen für seinen Oheim, sondern auch die antifranzösischen, uns eine Bürgschaft... Es war deshalb eine Gunst des Schicksals, dass die Situation eine Möglichkeit bot, Russland eine Gefälligkeit in Betreff des Schwarzen Meers zu erweisen. ... bot sich 1870 die Möglichkeit, nicht nur der Dynastie, sondern auch dem russischen Reiche einen Dienst zu erweisen in Betreff der politisch unvernünftigen und deshalb auf die Dauer unmöglichen Stipulationen, die dem Russischen Reiche die Unabhängigkeit seiner Küsten des Schwarzen Meers beschränkten."
Über den Vertrag urteilt er: 
"Es waren die ungeschicktesten Bestimmungen des Pariser Friedens; einer Nation von hundert Millionen kann man die Ausübung der natürlichen Rechte der Souveränetät an ihren Küsten nicht dauernd untersagen. Die Servitut der Art, welche fremden Mächten auf russischem Gebiete eingeräumt war, war für eine große Nation eine auf die Dauer nicht erträgliche Demütigung. Wir hatten hierin eine Handhabe, um unsre Beziehungen zu Russland zu pflegen."
Die Initiative zur Kündigung der Pontusklausel durch Russland ging nach seiner Darstellung von Preußen aus, wobei die persönliche "krankhafte Eitelkeit" Fürst Gortschakows umgangen werden musste: 
Fürst Gortschakow ist auf die Initiative, mit der ich ihn in dieser Richtung sondierte, nur widerstrebend eingegangen ( Anmerkung des Herausgebers der Volksausgabe der Erinnerungen: Aus diesen Mittheilungen geht hervor, dass Gortschakows Depesche vom 31. Oktober 1870 (Staatsarchiv XX 111 Nr. 4223) auf preußische Anregung zurückzuführen ist.) 